# سيد علي كويرات
سيد علي كويرات (3 يناير 1933 الجزائر العاصمة - 5 أبريل 2015 الجزائر العاصمة) ممثل جزائري شارك في العديد من الإنتاجات السينمائية والمسرحية.

## مشواره الفني
ولد سيد علي في 3 يناير 1933 بمدينة الجزائر إبان الاحتلال الفرنسي للبلاد. دخل إلى ميدان المسرح بعد لقائه بمصطفى كاتب الذي كان يشرف على فرقة مسرحية في خمسينيات القرن العشرين. شارك في الفرقة الفنية لجبهة التحرير التي أسستها لنشر القضية الجزائرية دوليا.
بعد استقلال الجزائر، عمل بالمسرح الوطني الجزائري بداية من 1963. شارك لأول مرة في عمل تلفزيوني من اقتباس مصطفى بديع لمسرحية أطفال القصبة سنة 1963. وذاعت شهرته بعد مشاركته في فيلم الأفيون والعصا لمخرجه أحمد راشدي.

## أعماله
يحفل سجل أعمال سيد علي كويرات بالعديد من الأعمال، ما بين المسرحيات والأفلام والمسلسلات الجزائرية والعربية والأجنبية، مثل:
- عودة الابن الضال (1976) ليوسف شاهين.
- الأقدار الدامية (1980) لخيري بشارة.
- الضحايا (1982).
- مسلسل «عائلة رمضان» الذي بثته القناة الفرنسية «أم 6» في عام 1992.
- فيلم «المشتبه فيهم» 2004.
- «الأجنحة المنكسرة» (2007).

## الوفاة
توفي سيد علي كويرات بتاريخ 5 أبريل 2015، بمدينة الجزائر العاصمة ودفن باليوم الموالي بمقبرة واد الرمان.

## روابط خارجية
- سيد علي كويرات على موقع IMDb (الإنجليزية)
- سيد علي كويرات على موقع ألو سيني (الفرنسية)
- سيد علي كويرات على موقع أول موفي (الإنجليزية)
- سيد علي كويرات على موقع قاعدة بيانات الأفلام السويدية (السويدية)
- سيد علي كويرات على موقع قاعدة بيانات الفيلم (الإنجليزية)
- سيد علي كويرات على موقع كينوبويسك (الروسية)